# شون فان ديك
شون فان ديك (بالإنجليزية: Shane Van Dyke)‏ هو كاتب سيناريو ومخرج وممثل أمريكي، ولد في 28 أغسطس 1979 بلوس أنجلوس في الولايات المتحدة.

## أعمال

### مسلسلات
- موردر

## وصلات خارجية
- شون فان ديك على موقع IMDb (الإنجليزية)
- شون فان ديك على موقع ألو سيني (الفرنسية)
- شون فان ديك على موقع أول موفي (الإنجليزية)
- شون فان ديك على موقع قاعدة بيانات الأفلام السويدية (السويدية)
- شون فان ديك على موقع قاعدة بيانات الفيلم (الإنجليزية)
- شون فان ديك على موقع كينوبويسك (الروسية)